# Джим-Гогг (округ, Техас)
Шаблон:StateAbbr_ 27°03′ пн. ш. 98°41′ зх. д. / 27.05° пн. ш. 98.68° зх. д.
Округ Джим-Гогг (англ. Jim Hogg County) — округ (графство) у штаті Техас, США. Ідентифікатор округу 48247.

## Історія
Округ утворений 1913 року.

## Демографія
За даними перепису 2000 року загальне населення округу становило 5281 осіб, зокрема міського населення було 4324, а сільського — 957. Серед мешканців округу чоловіків було 2596, а жінок — 2685. В окрузі було 1815 домогосподарств, 1360 родин, які мешкали в 2308 будинках. Середній розмір родини становив 3,43.
Віковий розподіл населення поданий у таблиці:
| Стать    | До 15 років | 15-21 | 22-29 | 30-39 | 40-49 | 50-65 | 65-85 | Понад 85 |
| -------- | ----------- | ----- | ----- | ----- | ----- | ----- | ----- | -------- |
| Чоловіки | 702         | 278   | 225   | 348   | 314   | 404   | 294   | 31       |
| Жінки    | 665         | 281   | 228   | 352   | 290   | 422   | 369   | 78       |

## Суміжні округи
- Дювал — північ
- Брукс — схід
- Старр — південь
- Сапата — захід
- Вебб — північний захід

## Виноски
1. ↑  https://publications.newberry.org/ahcbp/documents/TX_Indiviual_County_Chronologies.htm
2. ↑  U.S. Decennial Census. United States Census Bureau. Архів оригіналу за 26 квітня 2015. Процитовано 2 травня 2015.
3. ↑  Texas Almanac: Population History of Counties from 1850–2010 (PDF). Texas Almanac. Архів оригіналу (PDF) за 26 лютого 2015. Процитовано 2 травня 2015.
4. ↑  State & County QuickFacts. United States Census Bureau. Архів оригіналу за 18 жовтня 2011. Процитовано 18 грудня 2013.(англ.) Наведено за англійською вікіпедією.
5. ↑  American FactFinder. Бюро перепису населення США. Архів оригіналу за 21 травня 2008. Процитовано 31 січня 2008.

| США | Це незавершена стаття з географії США. Ви можете допомогти проєкту, виправивши або дописавши її. |